# Schutter (dopływ Dunaju)
Schutter – rzeka w Niemczech, w kraju związkowym Bawaria. Ujście rzeki znajduje się w Ingolstadt, a źródło w gminie Wellheim.
W systemie gospodarki wodnej jest podzielona na jednolite części wód Schutter bis Brücke westlich Sächenfartmühle und Johannisgraben (1_F172) oraz Schutter von Brücke westlich Sächenfartmühle bis Mündung (1_F173). Pierwsza należy do typu F7, czyli potoków wyżynnych o podłożu węglanowym gruboziarnistym, a druga F11, czyli potoków o podłożu organicznym i jest uznana za wody silnie zmienione.
W planie gospodarowania wodami na obszarze dorzecza Dunaju na lata 2016-2021 podano, że stan ekologiczny wód odcinka 1_F172 był słaby. Potencjał ekologiczny odcinka 1_F173 również był słaby. Elementem decydującym o takiej klasyfikacji była ichtiofauna, podczas gdy w obu jednolitych częściach wód stan lub potencjał makrofitów z fitobentosem oraz makrobezkręgowców bentosowych był umiarkowany, a wskaźnik saprobowości makrozoobentosu mieścił się w granicach stanu dobrego. Stan chemiczny wód był zły, za co odpowiadało przekroczenie norm dla powszechnie występujących substancji zanieczyszczających w całej rzece i izoproturonu w dolnym odcinku.